# 냘의 사가

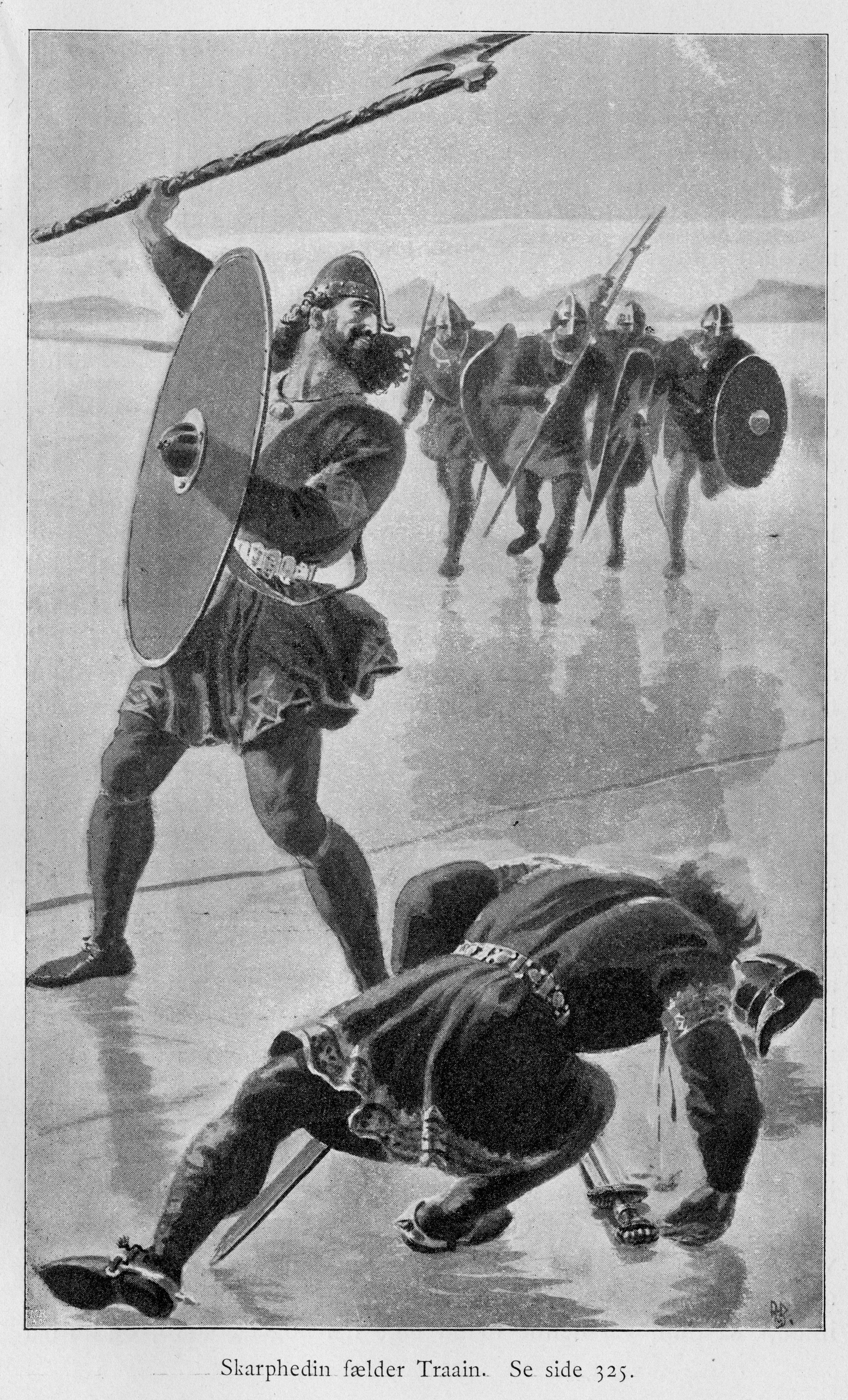
냘의 아들 스카르프헤딘이 트라인을 빙상에서 죽이는 장면.

《불탄 냘의 사가》(고대 노르드어: Brennu-Njáls saga 브렌누냘스 사가)는 13세기에 작성된 아이슬란드 사가로, 현자 냘 토르게이르손과 전사 군나르 하문다르손 및 그 주변인물들의 960년에서 1020년 사이의 이야기를 다루고 있다.
씨족 사이의 사적 복수로 인해 수십년에 걸쳐 수많은 등장인물들이 서로 죽고 죽이는 이야기로, 그 중 주요인물인 냘은 불에 타 죽어서 "불탄 냘"이라는 이명을 얻게 되었다. 아이슬란드 자유국에서 벌어지던 유혈낭자한 사적 복수의 과정을 다루면서 사가는 명예를 얻고자 하는 노력이 사소한 일을 파괴적인 유혈사태로 몰아가는 세태를 보여주고 있다. 등장인물의 남자다움이 모욕당하는 상황에 대한 의문이 제기되며 이는 남성성에 관한 구속적 개념에 저자가 전체적인 비판의식을 가지고 있었음을 반영하는 것일 수 있다. 작품의 또다른 특징으로는 각종 징조나 예지몽이 서사에 자주 등장하는데 이것이 저자가 숙명론적 관점을 가지고 있었는지 여부는 다소 논쟁이 있다. 저자의 정체에 관해 상당한 추측이 이루어져 왔으나 정확히 누군지는 알 수 없다. 사가에서 다루어지는 이야기는 아마 실제 역사상 일어난 일일 것이나 어느 정도 저자의 윤색을 거쳤을 것이다. 이는 구전문학의 특징일 수도 있고 저자의 예술적 의도에 의한 것일 수도 있다. 《냘의 사가》는 아이슬란드 사가 중 가장 길이가 길고 또 가장 깊이있게 발달한 작품이다. 이 작품을 사가문학의 절정이라고 여기기도 한다.